# Jules-Emile Strauwen sr.

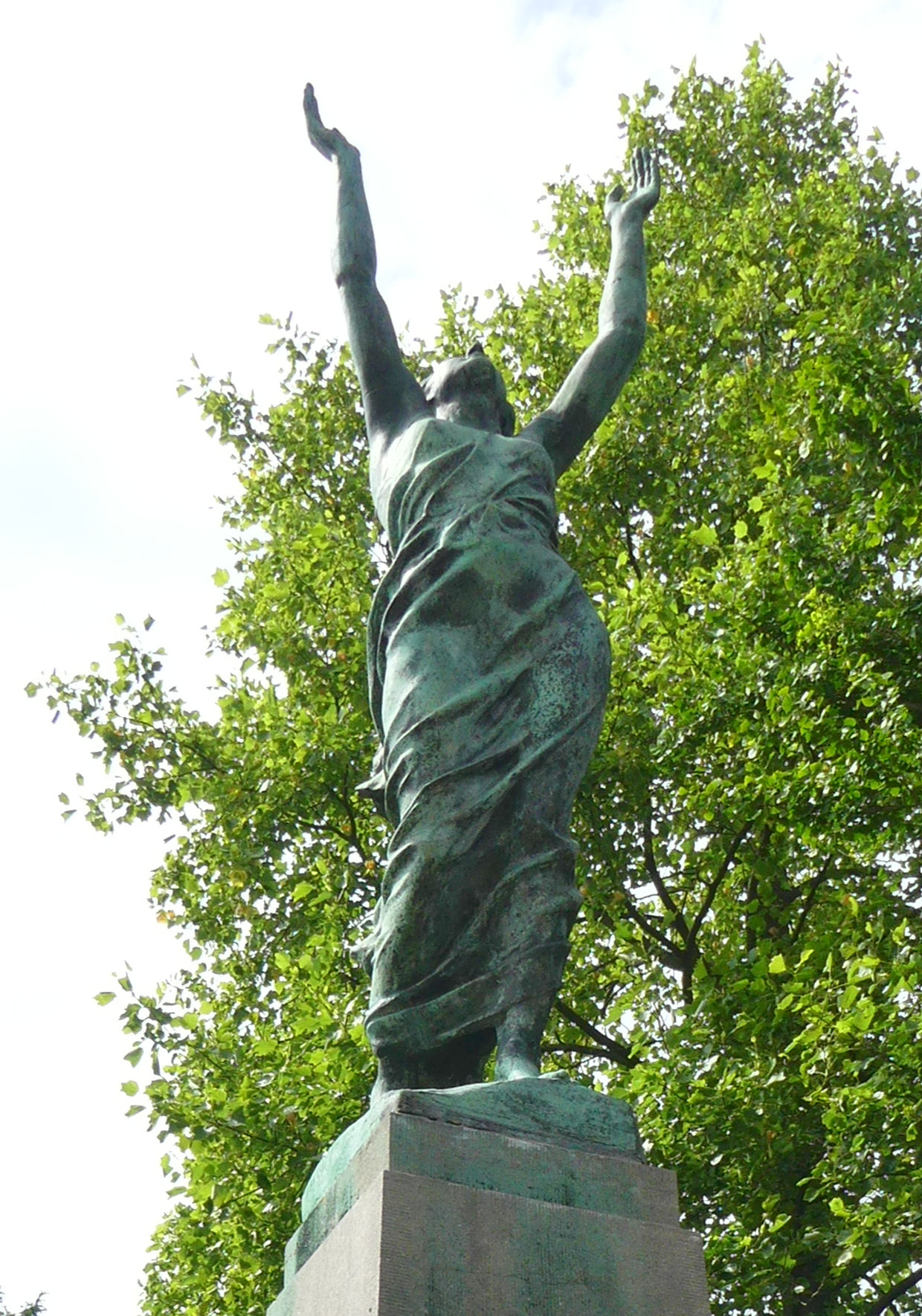
Lofzangeres op Strauwens praalgraf, Begraafplaats van Laken door Ernest Salu

Jules-Emile Strauwen (Laken (België), 28 mei 1863 – Brussel, 4 mei 1943) was een Belgisch componist, dirigent, muziekpedagoog en pianist. Hij is zoon van de componist Pierre Strauwen (1836-1890) en broer van de componist Jean Strauwen (1878-1947), de hoornist Pierre Henri Strauwen (1861-1926), de fluitist Auguste Strauwen (1874-1947) en vader van de componist Jules Emile Adhemar Strauwen (1887-1948). 

## Levensloop
Strauwen werd geboren in een heel muzikale familie. Zijn broer Auguste Strauwen (1874-1947) was een bekend docent en dwarsfluitist en Jean Strauwen (1878-1947) was eveneens componist. Hij studeerde aan het Koninklijk Conservatorium te Brussel en behaalde een eerste prijs piano in de klas van Arthur De Greef. Als pianoleraar bleef hij in Brussel.
Naast componist was Jules Emile Strauwen ook dirigent, onder andere van de  vermaarde Fanfare Phalange Royale Artistique, Brussel en de Fanfare royale les Pélissiers Binche. Met de Fanfare Phalange Royale Artistique behaalde hij in 1967 een 1e prijs bij een Nationale compositie-wedstrijd. Met de Fanfare royale les Pélissiers Binche behaalde hij eerste prijzen op tornooien in Charleroi (1911), Gent (1913), Fourmies (1914) en Dijon (1922). In 1895 werd hij stichter-voorzitter van de Koninklijke Federatie van Harmonies en Fanfares van België.
Als ervaren componist was hij een veelgevraagd jurylid bij concoursen in België en in het buitenland. Hij had ook een muziekuitgeverij in Brussel. 
Strauwen componeerde voornamelijk voor harmonie- en fanfareorkesten.

## Composities

### Werken voor orkest
- Aïnas, tango
- Canzonetta
- Menuet du muguet
- Songe deds elfes wals
- Sur le "Yang-Se", wals

### Werken voor harmonie- en fanfareorkest
- Alleluia
- Alma-marche
- Boléro, voor 2 cornets à pistons en harmonie- of fanfareorkest
- Bruyères Campinoises, ouverture
- Cortège Fleuri
- Cromwell, ouverture
- Elmar, ouverture
- Fantasia
- Florida
- Jubelmarsch
- Le tableau Parlant
- Léon XIII
- Onder het lover, ouverture
- Ouverture joyeuse
- Ouverture printanière
- Ouverture Triomphale
- Mimosa, fantaisie
- Princesse Clémentine, ouverture
- Remember
- RIP, grote fantasie uit de gelijknamige opera van Robert Planquette
- Rosane, ouverture
- Saint Sacrement
- Saint Ursmer
- Sainte Begge
- Sainte Philomène
- Scènes Rustiques
- Sous le Feuillée
- Spa Aubade
- Sur la Tombe de mon Père

### Cantates
- Huldezang, cantate

### Kamermuziek
- Dors fillette, voor viool, piano en kwintet
- Minuetto-Pizzicati, voor strijkkwartet

### Werken voor piano
- Trois pièces pour piano, op. 113